# Prosopocera gassneri
Prosopocera gassneri es una especie de escarabajo longicornio del género Prosopocera, categorizada en la tribu Prosopocerini, de la subfamilia Lamiinae. Fue descrita por Breuning en 1936.

## Descripción
Mide 25-30 mm de longitud.

## Distribución
Se distribuye por Camerún, Gabón y República Democrática del Congo.